# 銀圓
銀圓的現代意義是以銀鑄造的钱幣的統稱，各國史上也曾多次授予法定意義成為當時當地流通的銀本位制貨幣，很早便开铸于欧洲，曾廣泛在世界各地流通。以十五世纪末的西班牙銀圓最為流行，在中國俗称圓銀、銀元、銀錢、銀餅、銀洋、洋銀、大洋錢、大洋、洋錢、洋鈿、光洋。銀圓的廣泛流通直到19世紀中期各國開始盛行金本位制，而逐漸被取代。中華民國國民政府曾在1933年停止民國初期銀兩跟銀圓再度合法混用的狀況，也就是「廢兩改圓」，短暫確立銀本位幣制，直到1935年改為發行「法幣」（法定貨幣）。銀圓一直到2000年正式修法前，一直都是中華民國名義上的法定貨幣。

## 起源
銀圓自古即有，古羅馬即有使用銀圓的紀錄，但銀圓之所以大行於全世界，是15世紀西班牙(卡斯蒂利亚與阿拉贡)，鑄造之西班牙銀圓。西班牙銀圓的重量、成色在1497年時由西班牙國王腓迪南定下，當時每枚銀幣之標準重量為27.468克，成色93.055%，即含銀25.56克。後改為成色90.2%，即含銀24.76克。
之後西班牙在美洲殖民地發現銀礦，並從美洲原住民處搶奪得大量白銀。位於墨西哥及秘魯的西班牙皇家造幣廠，在之後的數個世紀內鑄造了數以百萬計的西班牙銀圓，運送到美洲、歐洲以至亞洲各地，四處貿易的結果，成為當地流行的通貨。很多地方之後亦以接近的重量、成色鑄造當地的銀圓硬幣。現在不少地方的貨幣以「圓」（Dollar）或「比索」（Peso）為名，皆是源自西班牙銀圓。1821年墨西哥獨立後，逐漸開始自行鑄造銀圓，是為墨西哥銀圓。
在美國，銀圓也有長久的使用歷史。美國歷史上，1776年美國獨立後以美元作貨幣單位。在1873年之前，美金鈔票一元，按美國法律可被兌換成24.06克白銀，即大約相等於一枚西班牙銀圓或墨西哥銀圓。因為美國政府甚少鑄造一美圓的硬幣，因此在南北戰爭前，西班牙銀圓與墨西哥銀圓一直是主要流通的貨幣之一，美國各官私銀行亦多以這些銀圓作儲備金。而在十九世紀末美國放棄銀本位制度以前，美國鑄幣局所鑄造的二十五美分及十分輔幣，俱按美元法定含銀量的四分之一及十分之一而造。

## 中國銀圓

### 明清銀圓
明代在西人大量的東來後與西洋貿易，從西方流入之白銀多為鑄造成硬幣之銀圓，閩浙、廣南沿海一帶為甚，明神宗万历年间（1573年-1620年）銀圓，开始大量由歐洲流入中国。
16世紀，銀圓多為西班牙在墨西哥鑄造之西班牙銀圓，在中國被稱為「本洋」，此銀圓正面為西班牙國王戴假髮之像，民間以為類似釋迦文佛，俗稱「佛頭銀」、「佛銀」、「佛洋」，背面圖案左右有海克力斯雙柱拱衛，故又稱「柱洋」。1850年後輸入的銀圓則有墨西哥獨立後鑄造，以鷹為標記的「鷹洋」，二者的重量成色一樣。
銀圓攜帶便利，每枚成色、重量穩定，不似銀兩需要鎔鑄裁割，較為方便。中國商人多喜之，尤其晉商、徽商等全國性的商業人士，更加愛用。西洋銀幣如此受歡迎，間接影響清朝政府控制經濟的能力。洋人亦紛紛鑄造成色接近的銀圓到中國購物，這些外國銀幣均統稱為「貿易銀」。但外國貿易銀圓的含銀量只有九成，中國人卻要以近乎十成的銀兩換取，也蒙受另一種經濟損失。一般情形下，一個銀圓約重0.72兩，九成銀，故僅含有銀0.648兩。但民間大致上以0.7兩白銀，兌換一個銀圓。（有時以0.69兩兌換，稱六九銀；亦有時以0.72兩兌換，稱七二銀。）故銀圓雖是中外經濟交流的便利媒介，在一定程度上折損了中國的經濟發展。由于这些外国银圆的市场价格远远超过其本身的实际价值，甚至和中国银两进行不等价交换，由于清政府下令将其作为法定货币使用，各省又纷纷设局仿效，因此“龙洋”很快流通全国。
在清朝，1840年鴉片戰爭以後，各種銀圓大量流入中國，並逐漸取代西班牙的佛洋。1911年辛亥革命後，才逐漸在中國市場消失。
由於外國銀圓的流入，嚴重地影響中國的幣制和金融，同時也促進中國的幣制改革。清道光年间（1821年-1850年），臺灣曾仿制银圆，称为银饼，惟規模不大。

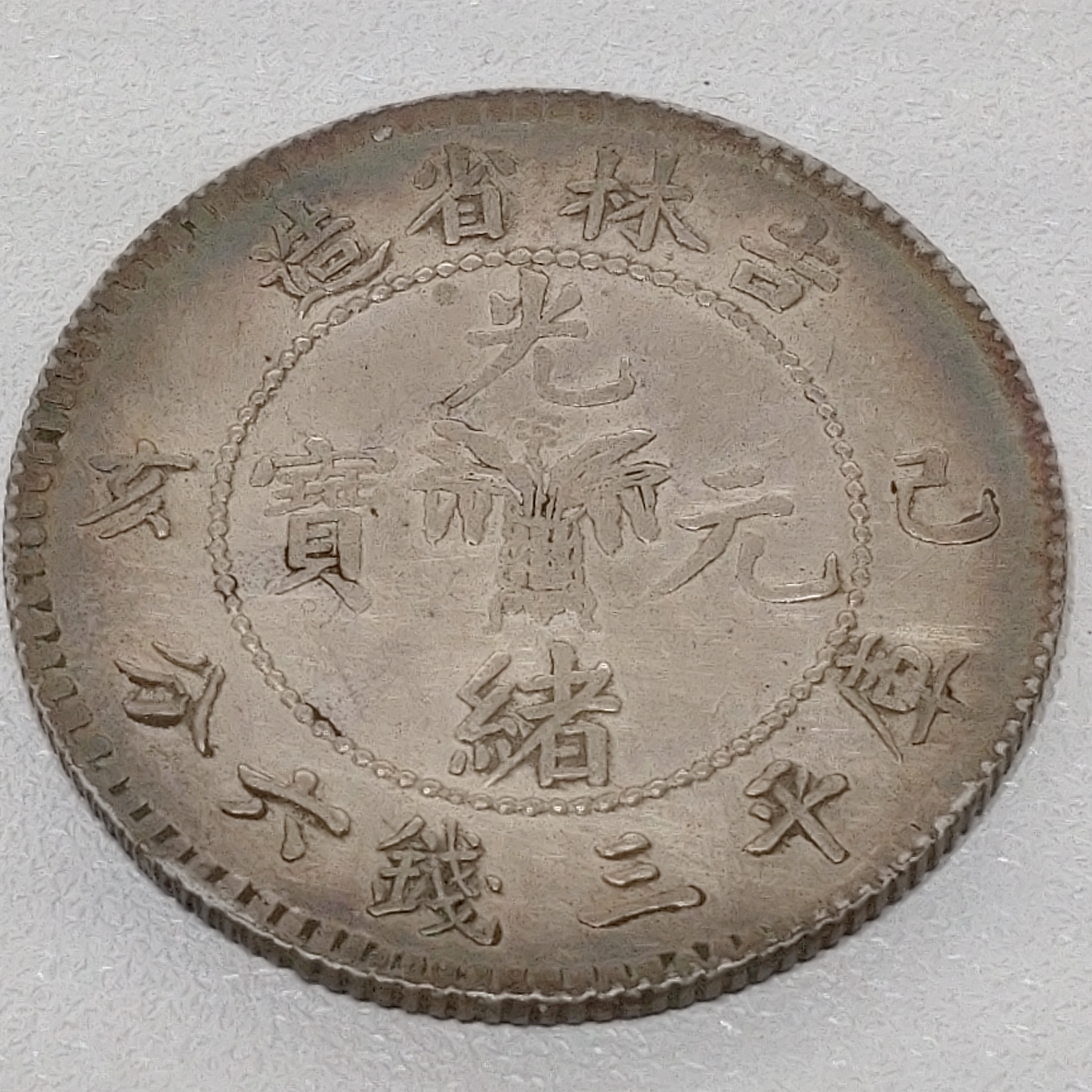
吉林省造己亥年光緒元寶（庫平三錢六分）

光緒十三年（1887年）清廷特许两广总督张之洞在廣東開始以接近的重量、成色正式鑄造新式銀圓（毫銀）。1889年，廣東地方當局正式設立銀元局，彷照墨洋的重量、成色和式樣，用機器大量鑄造，開啟中國本土自製銀圓的先例。其後各地均開始自鑄銀圓，抵抗外國貿易銀。銀圓因為上有蟠龍像，因此被稱為「龍洋」，各行省纷纷仿制。
宣統二年（1910年），清朝廷颁布《币制则例》，规定银为本位币，以西制「標準重量為27.47克；成色90.2%，含銀24.76克」每枚重库平七钱二分，含纯银九成，合六钱四分八厘。翌年5月开始铸造。旋因辛亥革命发生，未正式发行。
值得注意的是，清代的銀幣不同於同時期世界其他國家的銀幣：在中國本土中皇帝或者其他皇室成員、政治人物的肖像，幾無被印製在清代的銀幣上面（除了四川藏洋这一特例）；幾乎所有的清代銀幣都是一面文字、而另外一面印製龍紋。因此，市面上常常見到的印有光緒皇帝、慈禧太后、宣統皇帝、攝政王載灃甚至是左宗棠、李鸿章肖像的所謂「清代紀念銀幣」大多是臆造品，許多不知情的錢幣初學者常常上當受騙。

### 民國銀圓
民國元年（1912年），开铸孙中山半身侧面像的开国纪念币。规定重26格兰姆（克，英文“gramme/gram”的旧译），合库平六钱九分七厘，成色96-96.9%。
北洋政府於1914年推出《國幣條例》和《国币条例施行细则》，確立銀本位貨幣制度，定國幣「壹圓」重庫平七錢二分，含純銀八成九，即六錢四分八厘（23.977950克），約等同於銀圓壹枚，又定十分之一元為一角，十分之一角為一分。國幣的壹圓被鑄成八成九銀、一成一銅的硬幣，上有袁世凱頭像，俗稱「袁大頭」；推出银币四种：一圆、半圆、二角、一角。镍币一种：五分。铜币五种：二分、一分、五厘、二厘、一厘。袁大頭出現後，逐漸取代「龍洋」、「鷹洋」等舊有外國銀圓，在全中國流通。十個「袁大頭」厚一寸，是為「頭寸」之語源。
國民革命軍北伐定鼎金陵後，财政部于1927年6月下令停铸袁头币，铸造孙像银币。孙像币系利用1912年开国纪念币的旧模改制，正面图案不变，背面英文则改作“MEMENTO”诞生纪念。新铸的纪念币发行后，在东南各省流通渐广。到1929年底，袁头币在上海市面的盛况渐渐衰落，流通的银元多为孙小头银币。1928年6月全国经济会议通过了《国币条例草案》等币制相关议案，繼續使用銀本位發行貨幣。确定“本位币：银币一圆”“以库平纯银六钱四分零八毫为价格单位，定名曰圆”“一圆银币总重量为七钱二分，银八九、铜一”。国币分本位币、辅币两类，本位币为银币1圆，辅币包括银辅币50分、20分、10分3种，铜辅币1分、5厘、2厘3种。國府停鑄“袁大頭”後，改以民元版孫中山半身側面像開國紀念幣舊模，略改英文幣銘等，由京、津、浙、蜀等造幣廠鼓鑄，暫為替代。此銀圓的孫中山頭像較“袁大頭”略小，故被坊間稱之為“孫小頭”。
實際上，民國初年的中國貨幣是兩、圓並用。因為各銀圓成色、重量稍有不同；因此大宗交易，以及資本賬結算，仍然會使用銀兩為單位。而由不同的銀圓轉至銀兩，有一定的折讓。
1933年3月8日，國民政府廢兩改圓，国民政府财政部颁布《銀本位幣铸造条例》，規定“所有徵收稅款，自用銀兩繳納者，一律改用銀本位幣”，即所有交易及結賬以圓為單位。规定每枚银圆总重26.6971克，含純銀23.493448克（庫平六錢三分），并铸幣值為壹圓之新版銀本位幣，其正面有孫中山側面像及紀年，背面是中國雙桅帆船圖案和幣值的「船洋」，鑄造成的銀圓比「袁大頭」略小，含銀量亦較其低。
1920年代末至1930年代初，國際銀價出現大幅波動，影響中國經濟。特別是美國在1934年推出的《購銀法案》令國際銀價上升，導致中國銀根短缺、利率急升。
1935年，國民政府實行貨幣改革，放棄銀本位，改為發行法定貨幣（即法幣），同時收回銀圓，禁止流通。銀圓於是不再具有法定的地位。直至1948年金圓券風暴後，銀圓曾一度在1949年7月起再被起用；中華民國政府並短暫發行等同於銀圓的紙幣，稱銀圓券。隨著中華民國政府逐漸失去中國大陸，數個月後，銀圓及銀圓券均在中國大陸進入歷史。
在中華民國政府退守台灣後，雖然理論上法例所規定的中華民國貨幣仍然為銀圓，但中央銀行委託台灣銀行發行的新台幣屬台灣流通的貨幣，性質等同國幣。這情況一直維持至2000年1月，中央銀行公布《中央銀行發行新臺幣辦法》，正式收回新台幣發行權，銀圓方才正式退出舞台。
由於中華民國法律所定貨幣單位未全面改成新臺幣，1992年6月30日立法院制定，7月17日總統公布《現行法規所定貨幣單位折算新臺幣條例》第2條，規定「現行法規所定金額之貨幣單位為圓、銀元或元者，以新臺幣元之三倍折算之」；也就是一銀圓等於新臺幣三元。不過，2006年《中華民國刑法施行法》修正增訂第1之1條時，將罰金一律改以新台幣為單位以及提高更早既有的罰金額度；因此《中華民國刑法》仍為「元」的貨幣單位，自此視為新台幣元。
1949年中华人民共和国成立之后，中央人民政府即开始收兑银元。1953年，中国人民银行颁布《中国人民银行为调整全国白银、银元收兑办法及牌价由》，规定凡实际重量不低于0.82市两、成色不低于84%者，一律按银元收兑，每枚10,000元（旧人民币，新币1元折合旧币10,000元，下同）；其他则按照含银量收兑，每两白银12,500元。中国人民银行还编写了《银元图说》，供各地分行参考。

### 受人二分四
銀圓重量為0.72两（即7錢2分，雖非十足銀，但可以兌換十足的銀兩），清末民初時期廣東碼頭工人每月工資普遍為一個銀圓，故每日工資為白銀2分4厘，因此廣東俗語有「受人二分四」之說法。

## 貿易銀
指從明朝開始流入中國，用於貿易的外國銀元，有西班牙的佛銀、墨西哥的鷹洋、葡萄牙的十字銀、德意志的塔勒銀、法國的坐洋、英國的站洋、荷蘭的馬錢、英國的克朗（五先令）、美國的貿易銀等。

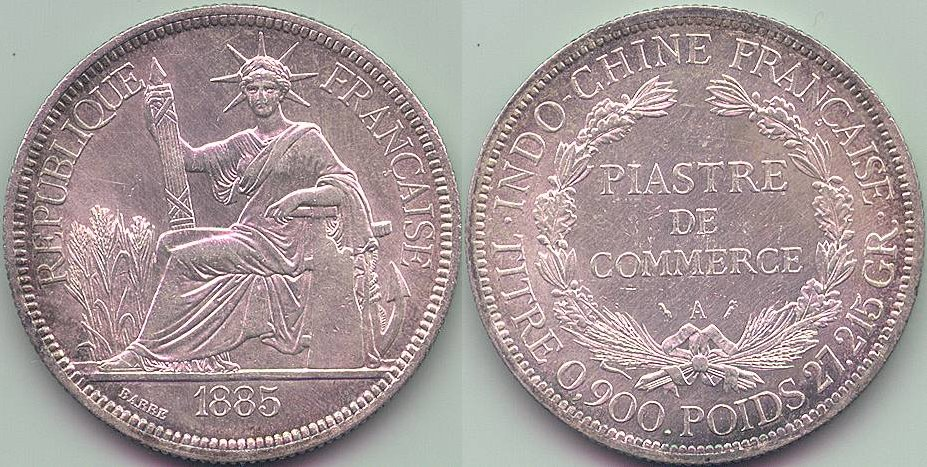
1885年发行的法属印度支那皮亚斯特银圆（俗称“坐洋”）

## 小洋
大洋即指各种銀圓。与“大洋”相对的“小洋”，在广东也称为“毫子”、“银毫”、“毫洋”，原指十分之一銀圓面值的银币“银角”。宣统二年（1910年），清朝廷颁布《币制则例》，规定820品位库平七分二厘为壹角。但各铸币厂的小洋常因铸造过滥﹑成色降低而贬值。小洋一角一﹑二分合大洋一角。各种小洋银币的面值有：半圆（五角、中元、半开）、二角（二毫、双毫）、一角（一毫、单毫）、五分（五仙）等。常见的广东二毫银币一般是6枚兑大洋一圆。

### 引用
1. 1 2  名鑑文化編輯部. . 台灣: 名鑑文化. 2007年. ISBN 986828421X （中文（臺灣））.
2. ↑  . 中国人民银行.   [2017-04-12]. （原始内容存档于2019-01-21）.

## 外部連結
- 周光真：“袁大头”的来龙去脉 （页面存档备份，存于）

## 参見
- 硬币 - 元宝
- 貨幣 - 流通貨幣 - 中國古代貨幣
- 銀本位 - 金本位